# Reprezentacja Austrii U-19 w piłce nożnej mężczyzn
Reprezentacja Austrii U-19 w piłce nożnej mężczyzn – męska piłkarska reprezentacja Austrii do lat 19. Największymi sukcesami reprezentacji jest półfinał na mistrzostwach Europy w 2003, 2006 i 2014 roku.

## Mistrzostwa Europy
| Rok   | Runda                   | M                       | W                       | R                       | P                       | GZ                      | GS                      |
| ----- | ----------------------- | ----------------------- | ----------------------- | ----------------------- | ----------------------- | ----------------------- | ----------------------- |
| 2002  | Nie zakwalifikowała się | Nie zakwalifikowała się | Nie zakwalifikowała się | Nie zakwalifikowała się | Nie zakwalifikowała się | Nie zakwalifikowała się | Nie zakwalifikowała się |
| 2003  | Półfinał                | 4                       | 2                       | 1                       | 1                       | 10                      | 9                       |
| 2004  | Nie zakwalifikowała się | Nie zakwalifikowała się | Nie zakwalifikowała się | Nie zakwalifikowała się | Nie zakwalifikowała się | Nie zakwalifikowała się | Nie zakwalifikowała się |
| 2005  | Nie zakwalifikowała się | Nie zakwalifikowała się | Nie zakwalifikowała się | Nie zakwalifikowała się | Nie zakwalifikowała się | Nie zakwalifikowała się | Nie zakwalifikowała się |
| 2006  | Półfinał                | 4                       | 2                       | 0                       | 2                       | 6                       | 9                       |
| 2007  | Faza grupowa            | 3                       | 0                       | 1                       | 2                       | 1                       | 5                       |
| 2008  | Nie zakwalifikowała się | Nie zakwalifikowała się | Nie zakwalifikowała się | Nie zakwalifikowała się | Nie zakwalifikowała się | Nie zakwalifikowała się | Nie zakwalifikowała się |
| 2009  | Nie zakwalifikowała się | Nie zakwalifikowała się | Nie zakwalifikowała się | Nie zakwalifikowała się | Nie zakwalifikowała się | Nie zakwalifikowała się | Nie zakwalifikowała się |
| 2010  | Faza grupowa            | 3                       | 1                       | 0                       | 2                       | 3                       | 8                       |
| 2011  | Nie zakwalifikowała się | Nie zakwalifikowała się | Nie zakwalifikowała się | Nie zakwalifikowała się | Nie zakwalifikowała się | Nie zakwalifikowała się | Nie zakwalifikowała się |
| 2012  | Nie zakwalifikowała się | Nie zakwalifikowała się | Nie zakwalifikowała się | Nie zakwalifikowała się | Nie zakwalifikowała się | Nie zakwalifikowała się | Nie zakwalifikowała się |
| 2013  | Nie zakwalifikowała się | Nie zakwalifikowała się | Nie zakwalifikowała się | Nie zakwalifikowała się | Nie zakwalifikowała się | Nie zakwalifikowała się | Nie zakwalifikowała się |
| 2014  | Półfinał                | 4                       | 2                       | 0                       | 2                       | 7                       | 7                       |
| 2015  | Faza grupowa            | 3                       | 0                       | 2                       | 1                       | 2                       | 3                       |
| 2016  | Faza grupowa            | 3                       | 0                       | 2                       | 1                       | 2                       | 5                       |
| 2017  | Nie zakwalifikowała się | Nie zakwalifikowała się | Nie zakwalifikowała się | Nie zakwalifikowała się | Nie zakwalifikowała się | Nie zakwalifikowała się | Nie zakwalifikowała się |
| 2018  | Nie zakwalifikowała się | Nie zakwalifikowała się | Nie zakwalifikowała się | Nie zakwalifikowała się | Nie zakwalifikowała się | Nie zakwalifikowała się | Nie zakwalifikowała się |
| 2019  | Nie zakwalifikowała się | Nie zakwalifikowała się | Nie zakwalifikowała się | Nie zakwalifikowała się | Nie zakwalifikowała się | Nie zakwalifikowała się | Nie zakwalifikowała się |
| 2022  | Faza grupowa            | 3                       | 1                       | 0                       | 2                       | 5                       | 8                       |
| 2023  | Nie zakwalifikowała się | Nie zakwalifikowała się | Nie zakwalifikowała się | Nie zakwalifikowała się | Nie zakwalifikowała się | Nie zakwalifikowała się | Nie zakwalifikowała się |
| Razem | 8/20                    | 27                      | 8                       | 6                       | 13                      | 36                      | 54                      |

## Aktualny skład
Aktualny skład drużyny można przeglądać na stronie transfermarkt.pl.